# 上海外滩观光隧道

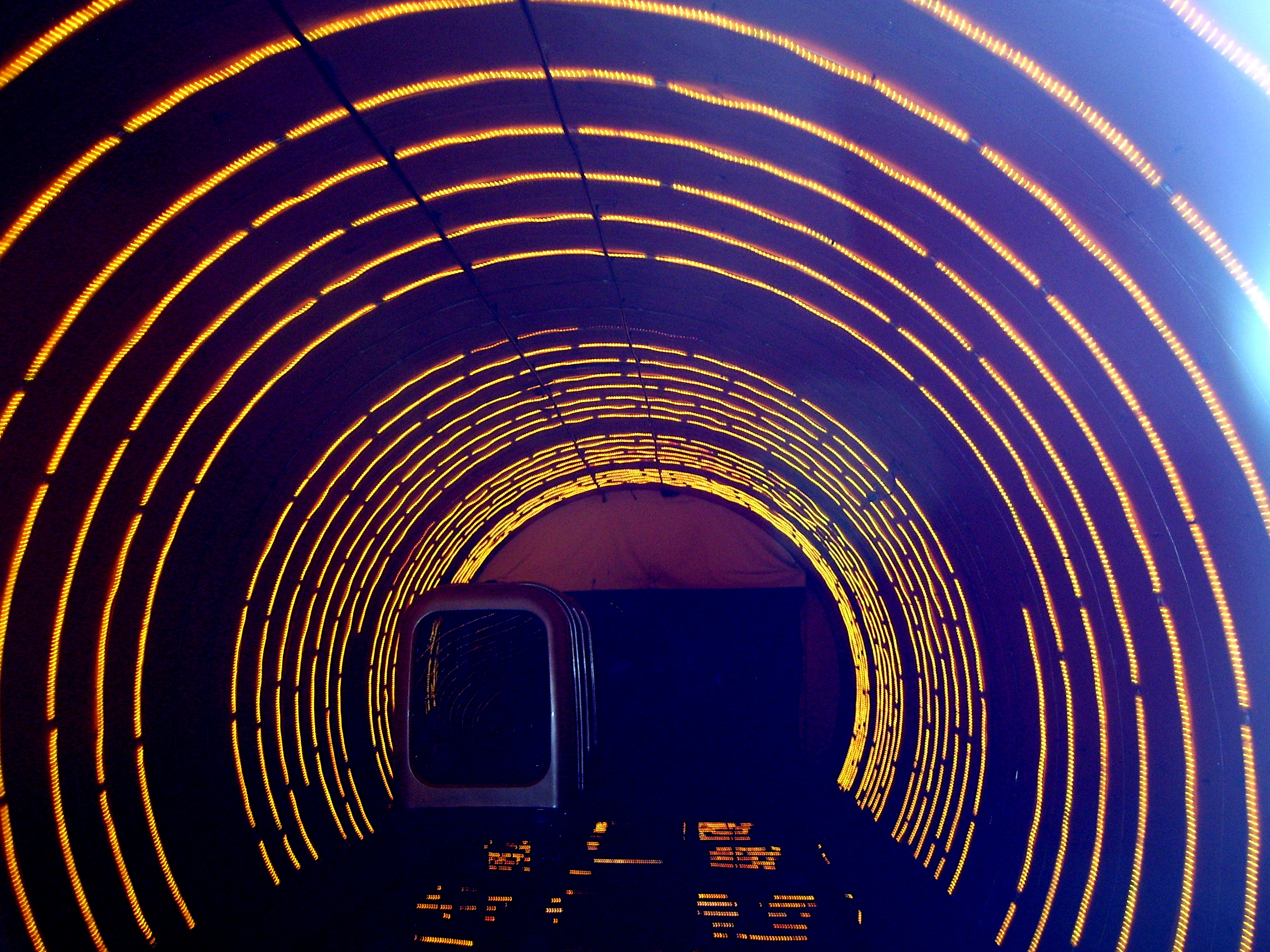
上海外滩的地底观光隧道

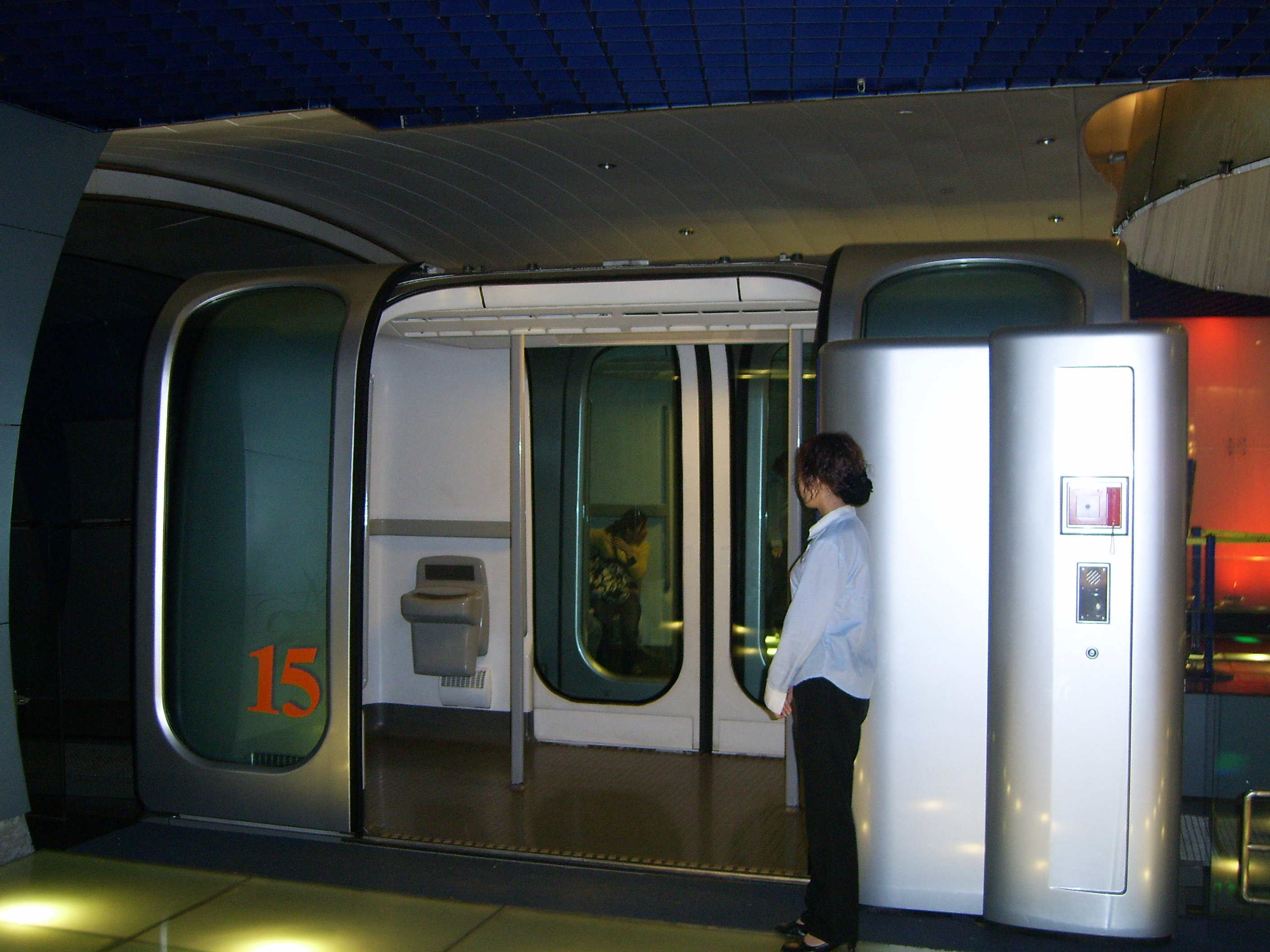
法国进口无人驾驶SK车厢（SK 6000形）

上海外滩观光隧道是连接上海外滩与浦东的一条观光隧道，全长646.7米，设两座车站，14辆缆车（2010年）。隧道于1998年开工，2000年10月开始试运营。隧道为单洞双线隧道，在浦西端附近从轨道交通2号线隧道上部穿过。隧道内部营造出各种闪烁的灯光效果。
外滩观光隧道内安装的循环式地面缆车采用法国进口无人驾驶SK车厢（SK 6000形）；该系统为缆索牵引的全自动轨道车辆，在终点站设置一个转车盘供缆车掉头。浦东站设有检修停车场。

## 交通
- 上海地铁
  -  █ 2号线 █ 10号线：南京東路站
  -  █ 2号线 █ 14号线：陆家嘴站

## 評語
澳洲《布里斯班時報》旅遊版專家格朗德沃特（Ben Groundwater）把隧道列為全球八大差勁旅遊景點。寫道：「以隧道作為觀光點？開玩笑嗎。」，隧道內的動態景觀不過是一些閃爍的霓虹燈，以及從揚聲器放出嘈音，並批評景點收費昂貴，而使用的車廂狹小。